# Copa Canadá 1999
La Copa Canadá 1999 fue la segunda edición de la Copa Canadá, la cual se jugó en el Estadio de la Mancomunidad en Edmonton, Alberta del 2 al 6 de junio.

## Participantes
| Confederación | Equipo    |
| ------------- | --------- |
| Conmebol      | Ecuador   |
| Concacaf      | Canadá    |
| AFC (Asia)    | Irán      |
| Concacaf      | Guatemala |

## Partidos
| 2 de junio de 1999 | Ecuador     | 1:1' | Irán        | Estadio de la Mancomunidad, Edmonton                             |                                                                  |
|                    | Montaño 32' |      | Mousavi 66' | Asistencia: 5.386 espectadores Árbitro(s): Mike Seifert (Canadá) | Asistencia: 5.386 espectadores Árbitro(s): Mike Seifert (Canadá) |

| 2 de junio de 1999 | Canadá                    | 2:0' | Guatemala | Estadio de la Mancomunidad, Edmonton                                    |                                                                         |
|                    | Stalteri 46' · de Vos 62' |      |           | Asistencia: 5.821 espectadores Árbitro(s): Kevin Terry (Estados Unidos) | Asistencia: 5.821 espectadores Árbitro(s): Kevin Terry (Estados Unidos) |

| 4 de junio de 1999 | Ecuador                        | 3:1' | Guatemala  | Estadio de la Mancomunidad, Edmonton                              |                                                                   |
|                    | Graziani 15' 56' · Delgado 20' |      | Rivera 20' | Asistencia: 8.865 espectadores Árbitro(s): Jerry Proctor (Canadá) | Asistencia: 8.865 espectadores Árbitro(s): Jerry Proctor (Canadá) |

| 4 de junio de 1999 | Canadá | 0:1' | Irán     | Estadio de la Mancomunidad, Edmonton                                        |                                                                             |
|                    |        |      | Daei 71' | Asistencia: 8.865 espectadores Árbitro(s): Antonio Mendoza (Estados Unidos) | Asistencia: 8.865 espectadores Árbitro(s): Antonio Mendoza (Estados Unidos) |

| 6 de junio de 1999 | Irán                         | 2:2' | Guatemala               | Estadio de la Mancomunidad, Edmonton                            |                                                                 |
|                    | Hamedani 53' · Hashemian 89' |      | Rivera 51' · García 79' | Asistencia: 8.865 espectadores Árbitro(s): Kevin Terry (Canadá) | Asistencia: 8.865 espectadores Árbitro(s): Kevin Terry (Canadá) |

| 6 de junio de 1999 | Canadá    | 1:2' | Ecuador                             | Estadio de la Mancomunidad, Edmonton                                 |                                                                      |
|                    | Xausa 50' |      | Graziani 17' · de Vos 54' (autogol) | Asistencia: 10.026 espectadores Árbitro(s): Antonio Marrufo (México) | Asistencia: 10.026 espectadores Árbitro(s): Antonio Marrufo (México) |

|                             |
| Campeón Ecuador 1.er título |

## Estadísticas
| Equipo | Equipo    | Pts | PJ | PG | PE | PP | GF | GC | Dif |
| ------ | --------- | --- | -- | -- | -- | -- | -- | -- | --- |
| 1      | Ecuador   | 7   | 3  | 2  | 1  | 0  | 6  | 3  | 3   |
| 2      | Irán      | 5   | 3  | 1  | 2  | 0  | 4  | 3  | 1   |
| 3      | Canadá    | 3   | 3  | 1  | 0  | 2  | 3  | 3  | 0   |
| 4      | Guatemala | 1   | 3  | 0  | 1  | 2  | 3  | 7  | -4  |